# Lockruf des Goldes (1975)
Lockruf des Goldes ist ein Abenteuervierteiler aus dem Jahre 1975, zu dem Walter Ulbrich das Drehbuch nach Motiven aus verschiedenen Büchern von Jack London und Dokumenten der Zeit geschrieben hat. Der Fernsehfilm ist eine Walter-Ulbrich-Produktion der Tele-München in Zusammenarbeit mit Technisonor/Paris und Romaniafilm Bukarest im Auftrag von ZDF, ORF und TF1 Paris. Das ZDF strahlte den Vierteiler erstmals in der Adventszeit 1975 in seiner Reihe der ZDF-Abenteuer-Adventsvierteiler aus.

## Handlung

### Teil 1: Das Klondike-Fieber(ZDF: 21. Dezember 1975 / Wiederaufführung: 23. August 1977)
San Francisco Ende des 19. Jahrhunderts: Der junge Anwalt Harnish wird aufs Land gerufen, wo der alte John Tarwater entmündigt werden soll, weil er seine Farm verkaufen und in Alaska als Goldsucher sein Glück machen will. Wie ein Lauffeuer verbreitet sich die Nachricht, dass am Klondike, einem kleinen Fluss im Norden Kanadas, zentnerweise Gold gefunden wird. Tarwater entgeht seiner Entmündigung, indem er seiner Tochter und seinem Schwiegersohn freiwillig seinen Besitz überschreibt, macht sich aber dennoch auf den Weg nach Alaska. Tief beeindruckt von dem Alten kehrt der Anwalt in die Stadt zurück.
Unter den aufbrechenden Abenteurern, die unermesslichem Reichtum nachjagen, ist auch der Anwalt Elam Harnish, in Gesellschaft von Tarwater und dem skrupellosen Abenteurer Charly Clayton. Doch nach der Bewährungsprobe am eisigen Chilkoot Pass erreichen nur die zähesten Männer ihr Ziel, die neu gegründete Goldgräberstadt Dawson an der Mündung des Klondike in den Yukon. Tarwater, von Clayton davongejagt, kommt später allein in der eisigen Wildnis ums Leben.

### Teil 2: Die weiße Rinne(ZDF: 23. Dezember 1975 / 25. August 1977)
Das Leben in der Goldgräberstadt Dawson hat sich normalisiert. In seinem neueröffneten Lokal, dem "Tivoli", sorgt Charly Clayton dafür, dass die Goldgräber einen Teil ihres Vermögens rasch wieder loswerden. Cad Wilson, eine mittelmäßige Sängerin, die in Dawson als großer Star gefeiert wird, verliebt sich in den oberflächlichen Gelegenheitsarbeiter Elam Harnish. Der begeht seinen 30. Geburtstag mit großem Pomp im "Tivoli". Während des wilden Besäufnisses stürzt – zu Tode erschöpft – ein lang vermisster Goldgräber namens Caribou-Charly herein. Offensichtlich hat er die "weiße Rinne", ein ausgetrocknetes Bachbett, auf dessen Grund sich massenhaft Gold abgelagert hat, gefunden, denn er trägt eine Menge Gold bei sich. Alles bricht auf, um diese Goldader zu finden. Elam und sein Partner Joe scheinen sie als erste zu entdecken. In einer Hütte wollen sie das Ende des Winters abwarten. Es kommt vereinzelt zu Kollisionen zwischen beiden, bevor mit Bettles, Breck und Henderson drei weitere Goldsucher die Hütte erreichen. Zu fünft schürfen die Männer erfolglos bereits im Winter nach dem Gold. Als Bettles seine beiden Mitankömmlinge anscheinend grundlos getötet hat, kann Elam Joe noch davon abhalten, ihn zu lynchen, bevor beide schließlich doch seinen Tod beschließen und ihn hängen.

### Teil 3: Der wilde Mann vom Yukon(ZDF: 28. Dezember 1975 / 28. August 1977)
Elam und Joe sind der seelischen Belastung nicht gewachsen. So kommt es zum Streit, und Elam erschießt Joe in Notwehr. In der Zwischenzeit wartet Cad Wilson in Dawson vergeblich auf Elam. Als ein Bursche namens Montana Kid nach Dawson kommt und erzählt, Elam sei tot, verkauft die verzweifelte Cad ihre Habe. Dann aber kehrt Elam doch heim. Als man später Montana Kid ermordet auffindet, wird Cad verhaftet. Elam fährt zum Lachsfang weit außerhalb von Dawson. Hierbei entdeckt er neues Gold. Charles Clayton, der Besitzer des "Tivoli" fürchtet, dass alle Männer die Stadt verlassen werden, und kauft Elam sein Geheimnis ab. Endlich hat Elam Geld. Er erweist sich als ein gewiefter Spekulant und Geschäftemacher. Pater Judge, der geistliche Seelsorger und Krankenpfleger der Stadt, macht Elam deswegen Vorwürfe. Eines Tages wird Elam verlockt, sein Geld bei betrügerischen und aufsehenerregenden Börsenmanövern in San Francisco aufs Spiel zu setzen. Er entdeckt die Intrige zu spät...

### Teil 4: Vierauge(ZDF: 30. Dezember 1975 / 30. August 1977)
Elam Harnish ist von San Francisco nach Alaska zurückgekehrt. Zusammen mit einem Abenteurer namens Andy Carson schlägt er sich durch die Wälder. Zwischen Andy Carson und Elam Harnish entsteht eine Vertrautheit, nachdem Andy Carson ihm das Leben rettet. Eines Tages ist Andy verschwunden. Als Elam dem Stamm der Tlingit-Indianer begegnet, ist er überrascht, dass er dort Andy trifft. Der Stamm wird von einem weißen Patriarchen regiert, der jeden festhält, der sich zu ihm verirrt. Elam weiß, dass jeder Fluchtgedanke unsinnig ist. Er lebt sich ein, findet sogar Gold, wird dabei aber von Carson verraten, den er schließlich überwältigt und tötet. Auch begegnet er Labiskwee, der Tochter des Häuptlings. Das Mädchen, das Elam liebt, erkennt, dass der Mann hier nie glücklich werden kann. Sie bereitet die Flucht vor. Eines Nachts brechen beide auf – zu einer abenteuerlichen Irrfahrt, die alles in den Schatten stellt, was Elam Harnish bisher ertragen hat. Er verliert Labiskwee unterwegs und kehrt allein nach Dawson zurück. Er findet eine verlassene Geisterstadt vor. Von Pater Judge, der noch dort weilt, um ein paar zurückgebliebene Kranke zu pflegen, erfährt er, dass an der Beringstraße in der Nähe von Nome große Mengen Gold gefunden wurden. Die Menschen haben daraufhin in Scharen binnen kürzester Zeit Dawson in Richtung Nome verlassen. Elam Harnish und Pater Judge werden ihnen nachziehen, jeder seiner eigenen Berufung folgend.

## Vorgeschichte
Der Goldfund im Jahre 1897 am Klondike, einem Fluss in Kanada, war ein aufsehenerregendes Ereignis. Dort erbrachte eine Schaufel Sand eine Ausbeute im Wert von 800 bis 1000 Dollar. Zehntausende machten sich damals auf den Weg ins „Goldland“. Unter ihnen befand sich auch der 21-jährige Jack London. Nach seinen Aufzeichnungen und nach historischen Dokumenten wurde dieser vierteilige Fernsehfilm gedreht.

## Produktion
Die Dreharbeiten dauerten (mit Unterbrechungen) von November 1974 bis August 1975. 67.000 Meter Filmmaterial wurden verbraucht, 54-mal wurde der Drehort im geografischen Dreieck Schwarzmeer-Karpaten-Eisernes Tor gewechselt. Die Goldgräberstadt Dawson City und die Siedlung der Tlingit-Indianer wurden rekonstruiert. Etwa 12.000 Komparsen wirkten mit. Die Innenaufnahmen entstanden in den Studios der Romaniafilm Bukarest.
Bei der Premiere im ZDF wurde ein ca. 28 Minuten längere Rohschnittfassung gesendet, da es beim Schnitt zu Verzögerungen gekommen war. Die erste Folge war ca. 10 Minuten, alle weiteren ca. 5 Minuten länger. Die heute bekannte, und auch auf DVD veröffentlichte, Fassung wurde erst bei der Wiederaufführung 1977 in dieser Form gesendet. Das geschnittene Material liegt der DVD als Bonus-Material bei.
Zusammen mit den vier unter dem Titel „Lockruf des Goldes“ gesendeten Filmen, wurde ein fünfter Teil mit dem Titel „Das verschollene Inka-Gold“ gedreht, der 1978 erstmals ausgestrahlt wurde. Das Buch schrieb ebenfalls Walter Ulbrich und Regie führte Wolfgang Staudte. Ulbrich hatte ausreichend Stoff für fünf Filme, erhielt aber die Auflage den fünften Teil so zu konzipieren, dass er unabhängig von den anderen vier Filmen gesendet werden konnte.

## DVD und Blu-ray
- Lockruf des Goldes (2 DVDs), Concorde Home Entertainment 2005
- Lockruf des Goldes (2 Blu-rays), Concorde Home Entertainment 2012

## Filmmusik
- Lockruf des Goldes/Zwei Jahre Ferien: Soundtracks, 1 CD, Tarantula Records SKW-86040 (Deutschland 1994)
- Abenteuer-Klassiker – Originalmusik aus den legendären TV-Vierteilern, 2 CDs, BSC Music/Cine Soundz Prudence 398.6619.2 (Deutschland 2001)